# Schloss Rabenstein
Schloss Rabenstein är ett slott i Österrike.   Det ligger i distriktet Graz-Umgebung och förbundslandet Steiermark, i den östra delen av landet, 140 km sydväst om huvudstaden Wien. Schloss Rabenstein ligger 532 meter över havet.
Terrängen runt Schloss Rabenstein är huvudsakligen kuperad. Schloss Rabenstein ligger nere i en dal. Närmaste större samhälle är Frohnleiten, 4,5 km nordost om Schloss Rabenstein. 
I omgivningarna runt Schloss Rabenstein växer i huvudsak blandskog. Runt Schloss Rabenstein är det ganska tätbefolkat, med 124 invånare per kvadratkilometer.